# U 103 (U-Boot, 1917)
U 103 war ein Hochsee-Unterseeboot der Bauserie U 99 bis U 104 der deutschen Kaiserlichen Marine. Es versenkte im Ersten Weltkrieg sieben Schiffe, bis es durch Rammung von der Olympic versenkt wurde.

## Einsätze
U 103 lief am 9. Juni 1917 bei der AG Weser in Bremen vom Stapel und wurde am 15. Juli 1917 in Dienst gestellt. Ab August 1917 war das Boot der II. U-Flottille in Helgoland und Wilhelmshaven zugeordnet. Erster und einziger Kommandant war Kapitänleutnant Claus Rücker.
U 103 führte während des Ersten Weltkriegs fünf Unternehmungen im östlichen Nordatlantik durch. Dabei wurden sieben Handelsschiffe mit einer Gesamttonnage von 15.481 BRT versenkt.
Das größte von U 103 versenkte Schiff war das französische Frachtschiff Depute Pierre Goujon mit einer Bemessung von 4121 BRT. Das Schiff wurde am 12. November 1917 vor der nordfranzösischen Küste bei Belle-Île versenkt. Am 18. März 1918 torpedierte U 103 den britischen Frachter Grainton südwestlich von Anglesey (Wales). Das über 6000 BRT große Schiff befand sich auf einer Fahrt von Birkenhead nach Lough Swilly. Es wurde bei dem Angriff jedoch nur beschädigt und konnte einen Hafen erreichen.

## Verbleib
Im Mai 1918 bildete U 103 zusammen mit U 46, U 55, U 70 und U 94 eine Kampfgruppe, die einen Geleitzug im westlichen Ärmelkanal angreifen sollte. In der Nacht auf den 12. Mai 1918 wurde U 103 im Kanal von dem britischen Passagierschiff Olympic gesichtet, das US-amerikanische Truppen nach England brachte. In der Dunkelheit bemerkte die Besatzung von U 103 das große Schiff zu spät, um sich in eine günstige Schussposition zu bringen. Die Olympic steuerte die aufgetaucht fahrende U 103 direkt an. Das eingeleitete Alarmtauchen misslang. U 103 wurde gegen 4 Uhr auf der Position 49° N, 5° W gerammt. Eine Heckschraube der Olympic beschädigte den Turm und den Druckkörper des bereits getauchten U-Boots, das daraufhin aufgegeben werden musste. 35 U-Boot-Fahrer, darunter der Kommandant, wurden später durch den US-amerikanischen Zerstörer Davis gerettet. Zehn Besatzungsmitglieder kamen ums Leben.